# Morlancourt
Morlancourt – miejscowość i gmina we Francji, w regionie Hauts-de-France, w departamencie Somma.
Według danych na rok 2011 gminę zamieszkiwały 364 osoby, a gęstość zaludnienia wynosiła 31 osób/km² (wśród 2293 gmin Pikardii Morlancourt plasuje się na 665. miejscu pod względem liczby ludności, natomiast pod względem powierzchni na miejscu 324.).